# 무감

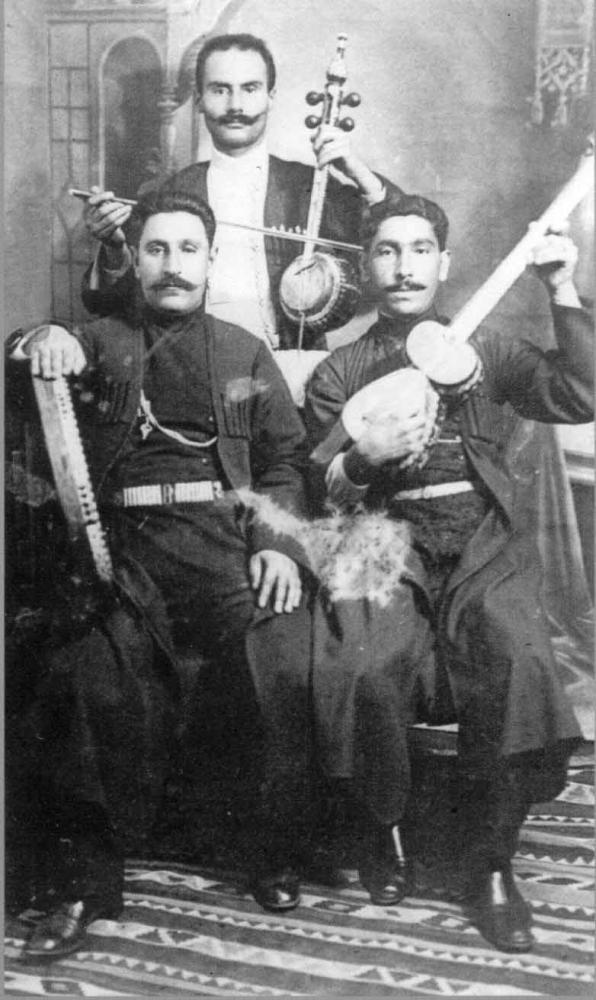
20세기 초의 아제르바이잔 무감 연주자들.

무감(아제르바이잔어: Muğam)은 아제르바이잔의 많은 민속 음악 중 하나로, 타스니프와 아시크와 대조적이다.
그것은 고전 시와 음악적 즉흥 연주가 특정한 지역적 방식으로 결합되는 매우 복잡한 예술 형태이다. 무감은 모달 시스템이다. 서양 모드와 달리 "무감" 모드는 음계뿐만 아니라 연주자들이 즉흥 연주 과정에서 사용하는 입으로 전달되는 멜로디 및 멜로디 조각 모음과도 관련이 있다. 무감이란 많은 부분의 복합적인 구성이다. 특정 무감 선택과 공연 스타일은 특정 이벤트에 적합하다. 공연에서의 극적인 전개는 전형적으로 강도와 상승하는 투구와 연주자들과 시작 청취자들 사이의 시와 음악적인 소통의 한 형태와 관련이 있다.
19세기 후반부터 20세기 초반까지 카라바흐, 시르반, 바쿠 지역에 3개의 무감 학파가 존재했다. 카라바흐의 슈샤 마을은 특히 이 예술로 유명했다.
아제르바이잔의 관악기 발라반에서 연주되는 아제르바이잔 무감의 짧은 선곡은 보이저 우주선에 부착되어 월드 뮤직을 대표하는 것으로 보이저 금제 음반에서 인류의 많은 문화적 업적에 포함되었다.
2003년 유네스코는 아제르바이잔 무감을 "인류 구전 및 무형유산 걸작"으로 선포했다. 그것은 2008년에 유네스코 무형 문화재 목록에 추가되었다.

## 파생 장르

### 무감 재즈
1979년 사망한 유명한 아제르바이잔의 재즈 음악가인 바기프 무스타파자데는 재즈를 무감에 융합시킨 공로를 인정받고 있다. 재즈 무감은 무감의 모달 형태나 음계에 기초한 재즈이다. 보통 재즈는 미터 리듬으로 특징지어진다. 그러나 재즈 무감은 미터법을 따르지 않는다. 리듬과 음계가 모두 즉흥적으로 연주된다.
최근 몇 년 동안, 재즈 무감에 대한 관심이 많은 서구 국가들, 특히 미국, 오스트리아, 일본에서 증가하고 있다. 1995년, 제프 버클리는 알림 카시모프와 프랑스 음악 축제에서 듀엣으로 〈What Will You Say〉를 공연했다.

## 문화적 의미

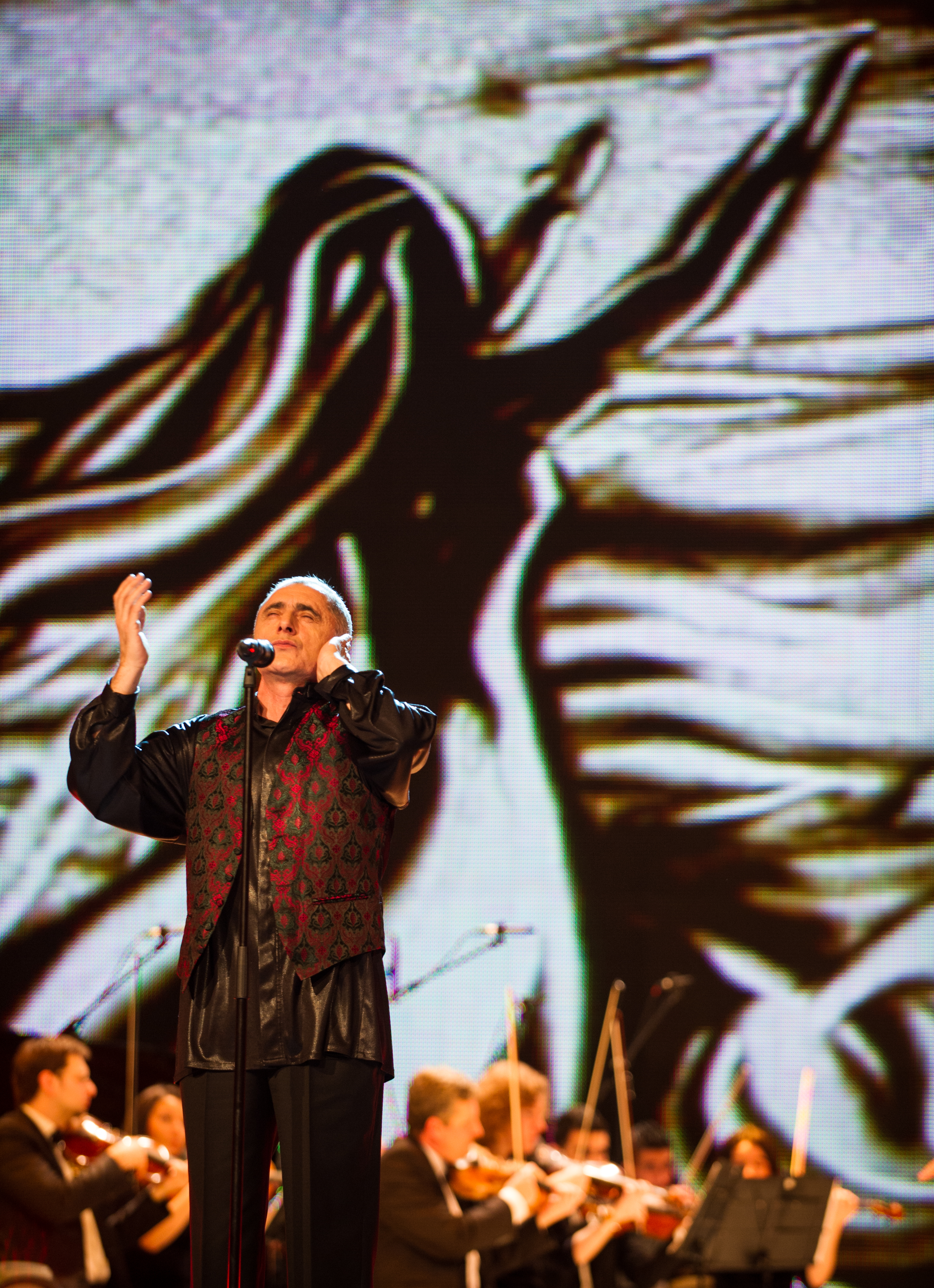
알림 가시모프는 유로비전 송 콘테스트 2012의 준결승 배정 추첨식에 참석했다.

2003년 유네스코는 무감각의 진정성, 풍부성, 문화적 중요성을 국가문화와 세계문화에 모두 인정해 왔으며, 2003년 이를 "인류 구전 및 무형유산 걸작"으로 발표했다.
아제르바이잔의 고전 음악으로 여겨지는 무감은 많은 수준의 즉흥 연주가 특징인 전통적인 음악 형식이며 대중적인 이야기와 지역적인 멜로디를 끌어당긴다. 최근의 문화 산업의 진화는 즉흥적인 성격과 이 예술 형태의 귀로 전해지는 것을 위협하고 있다. 2005년 8월, 공식 방문 기간 동안, 일함 알리예프 대통령과 몇몇 친선 대사들의 동행인 유네스코 사무총장은 무감 센터의 창립 기념식에 참석했다. 2004년, 아제르바이잔의 영부인 메흐리반 알리예바는 구전과 음악 전통을 위한 유네스코 친선대사로 임명되었다.
2009년부터는 전 세계 유명 아티스트들의 참여로 월드 무감 페스티벌이 열리고 있다.

## 사회적 영향
무감의 엄청난 인기는 전 세계 사회에 강력한 영향을 끼쳤다. 무감 칸난다의 상당수는 나라를 사랑하고, 강력하고, 존경받는 인물로 알려졌으며, 무감은 제1차 나고르노카라바흐 전쟁 동안 고통과 희망의 표시와 대중적으로 연관되어 있었다.
무감은 아제르바이잔에서 모든 기간 동안 정치적, 공공적, 경제적 상황에 독립적으로 살고 있으며 아제르바이잔 문화에서 그 자리를 지켰다. 무감 달인들은 무감 대대로의 이행에 엄청난 역할을 한다.

## 같이 보기
- 바기프 무스타파자데
- 아제르바이잔의 역사